# Daniel Toribio
Daniel Toribio Gutiérrez (Gerona, 5 ottobre 1988) è un calciatore spagnolo, centrocampista dell'FC Santa Coloma.